# Турбідиметрія
Турбідиметрія (рос. турбидиметрия, англ. turbidimetry, нім. Turbidimetrie f) — метод кількісного хімічного аналізу. Базується на вимірюванні інтенсивності світла, яке проходить через суспензію, що утворена частинками досліджуваної речовини в рідині. Інтенсивність світла вимірюють за допомогою візуальних колориметрів, фотоелектроколориметрів, спектрофотометрів. Точність Т. мала, тому вона використовується тільки для компонентів, для яких немає задовільних фотометричних та ін. методів аналізу. Застосовується для визначення молекулярної маси полімерів, мутності середовища, вивчення процесів коагуляції.
Турбідиметрія за областю застосування — аналог нефелометрії.